# Кумики

Кумицький національний прапор

Розселення кумиків у Дагестані за переписом 2002 р.

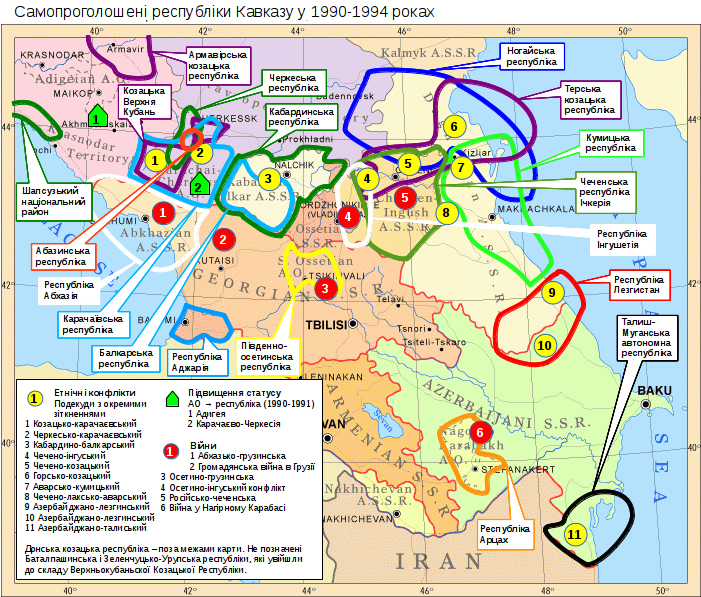
Спроба створення Кумицької республіки на початку 1990-х

Кумики або кумуки (кумицькою: къумукълар, qumuqlar) — тюркомовний етнос, кипчацької групи. Населяють Кумицьку рівнину на півночі Дагестану і південного Тереку, а також терени над Каспійським морем. Невеликі групи живуть у Чечні, Інгушетії та Північній Осетії. 

## Етногенез
Кумики належать до кавкасіонського типу балкано-кавказької раси великої європеоїдної алтайської сім'ї. Віруючі кумики – мусульмани-суніти. Кумики сповідують "народний іслам", що містить обряди з доісламських часів.
Початок формування кумиків як окремої етно-культурної спільноти сягає  Х-XI ст. Їхню етнічну основу склало корінне населення рівнини Дагестану. В етногенезі кумиків брали участь і прибулі тюркомовні племена (насамперед кипчаки-половці), що передали аборигенам свою мову. На території проживання кумиків існувала низка феодальних утворень, найбільше — Тарковське шамхальство.

## Чисельність
Загальна чисельність кумиків за останні три чверті століття збільшилася в Росії в 4,5 рази (один із найвищих показників у федерації). Збереглись писемні свідчення про те, що станом на 1834 рік на Північному Кавказі мешкало 38 800 кумиків.
За даними Всесоюзного перепису населення 1989 року чисельність кумиків у “Російській Федерації” становила 277 тисяч осіб, зокрема у Дагестані — 232 тисячі осіб. За даними Всеросійського перепису населення 2002 року — 422 тисячі, зокрема у Дагестані — 366 тисяч. За даними Всеросійського перепису населення 2010 року, на Північному Кавказі проживало 460 тис. кумиків. Загалом у Російській Федерації проживає 503 тис. кумиків. Точні дані про чисельність кумиків за межами РФ відсутні.

### Розселення
Основні райони проживання кумиків у Дагестані за даними перепису 2010
| Назва району             | Населення району | % кумиків |
| Кумторкалинський район   | 24 848           | 67,0%     |
| Карабудахкентський район | 73 016           | 64,9%     |
| Буйнакський район        | 73 402           | 61,1%     |
| Каякентський район       | 54 089           | 52,4%     |
| Бабаюртівський район     | 45 701           | 48,3%     |
| Буйнакськ                | 62 623           | 30,8%     |
| Хасавюртівський район    | 141 232          | 30,7%     |
| Хасавюрт                 | 131 187          | 28,1%     |
| Махачкала (м/о)          | 696 885          | 19,2%     |
| Ізбербаш                 | 55 646           | 15,1%     |
| Кизилюрт (м/о)           | 43 421           | 12,5%     |
| Кизилюртівський район    | 61 876           | 10,5%     |
| Каспійськ                | 100 129          | 9,7%      |
| Кайтазький район         | 31 368           | 8,4%      |
| Кизляр (м/о)             | 51 707           | 5,3%      |
| Южно-Сухокумськ          | 10 035           | 4,8%      |
| Тарумовський район       | 31 683           | 1,5%      |
| Кізлярський район        | 67 287           | 1,4%      |
| Казбеківський район      | 42 752           | 1,2%      |
| Дагестан                 | 2 910 249        | 14,9%     |

## Історія
У XVI-XIX століттях населену кумиками область займала держава Тарковське шамхальство. У 1605 році очолювана ним коаліція розбила московське військо у Караманській битві.
У 1940-х роках планувалося розділення Дагестану на чотири округи — кумицький, аварський, даргинський та лезгинський.
Через розростання кутанів Кумицька рівнина зараз заселена не тільки кумиками, але і гірськими народами Дагестану, у першу чергу — аварцями. Відбуваються земельні конфлікти між кумиками з одного боку, та аварцями і лакцями — з другого. У 1944 році кумики були одним із депортованих народів Дагестану. Депортація кумиків досі офіційно не визнана.
У 1990-х діяв рух "Тенглік", 9 листопада 1990 року на другому з'їзді кумицького народу була проголошена Кумицька республіка, «суверенна національна держава». Відбувалися зіткнення кумиків з аварським Народним фронтом імені імама Шаміля.
У 2010-х найгарячішою точкою земельного конфлікту є місцевості Камаран та Таркі під Махачкалою.

## Мова
Рідною для кумиків є кумицька мова, що належить до тюркських мов. Вона була Лінгва франка на значній території Північного Кавказу, від Дагестану до Кабарди включно, до 30-х років XX ст.
Кумицька мов є однією з старописемних літературних мов Дагестану. Протягом XX століття її писемність змінювалася чотириразово: традиційна арабська графіка видозмінювалася на початку 20-років, в 1929 році була замінена спочатку латинським алфавітом, а далі, в 1938 році, — кирилицею. Кирилиця також видозмінилася в 40–50х роках XX-го ст.
Найближчими до кумицької мови є карачаєво-балкарська, кримськотатарська й караїмська. Також серед кумиків поширена російська та в меншій мірі турецька мови.
Серед діалектів кумицької мови виділяються кайтагський, терський, буйнакський та хасавюртовський. До того ж, два останні є основою літературної кумицької мови.

## Релігія
Кумики — це один з перших народів Кавказу, що прийняв іслам. Іслам поширився у Кумикії у VIII-XII століттях. Віруючі кумики – мусульмани-суніти. Кумики сповідують "народний іслам", що містить обряди з доісламських часів. Зберігаються сліди культу верховного бога Тенгірі, віра в демонічних істот, космогонічні та етіологічні легенди, казки (кум. "ёмакълар") тощо.

## Культура
Збереглися пам'ятники кумицького фольклору: героїчний епос (героїко-історичні пісні), календарно-обрядова поезія (пісні викликання дощу, зустрічі осені та весни), сімейно-обрядова поезія (весільні пісні, голосіння та ін.) У народі популярні такмаки і сарини (віршувальні змагання), любовні (ашугські) і гумористичні, а також прислів'я, приказки, загадки та ін.
Кумицький танець, що має близько 20 варіантів, відноситься до типу лезгінки. Досконалості досягло і пісенне мистецтво, особливо чоловічий багатоголосий хор. Найвідомішими представниками кумицького народу є поети XIX ст. Їрчі Казак, М. Османов, літератори Н. Батирмурзаєв, Б. Астеміров, композитор А. Аскерханов, авіаконструктор Мужаетдін Хангишієв та спеціаліст з космічної техніки Мурад Капланов, Герой Радянського Союзу. . Широку популярність до революції мав борець та артист цирку Ал-Клич Хасаєв.

## Побут
Традиційні заняття – рільництво (пшениця, ячмінь, просо, рис, кукурудза); скотарство, у т. ч. відгін (велика рогата худоба, вівці). Займаються також садівництвом, виноградарством, городництвом та бджільництвом. З домашніх промислів та ремесел були розвинені сукноробство, бавовняне ткацтво, килимарство, обробка шкіри, дерева, металу, каменю та інше.
Поселення горизонтального планування. Традиційне житло турлучне, потім саманне, зі скатним пологим перекриттям, кам'яне, з плоским перекриттям (одноповерхове, півтораповерхове та двоповерхове роздільного планування).
Національний костюм чоловіків – сорочка, штани, бешмет, черкеска, бурка, папаха, шкіряне взуття. До складу жіночого костюма входили натільна сукня–сорочка, штани (шалвар) та сукні (арсар, півша, а також кабалай, з подвійними рукавами). Головні убори – чутку, хустки. Взуття – шкіряні чув'яки та черевики без задника. Костюм доповнювали прикраси.

## Кухня
Кумицька кухня відрізняється власною яскравою індивідуальністю. Навіть традиційний кавказький хінкал, долма, плов і шашлик кумики готують по-своєму. Дуже стійкі у кумиків національні традиції в кулінарії, що походять від давніх тюрків.
Їжа – страви борошняні, м'ясо-молочні страви: хінкал, курзе (пельмені), долма, плов, пироги з м'ясом, овочами. 